# هاوتزر طراز 50 عيار 155 مم
هاوتزر 50 عيار 155 هو مدفع هاوتزر فرنسي عيار 155 ملم صٌنع في 1952. كان أول قطعة مدفعية فرنسية تُصمم بعد الحرب العالمية الثانية، صُنع في كل من فرنسا (التي أنتجت 980 هاوتزر لصالح الجيش الفرنسي وللتصدير) والسويد بموجب ترخيص للقوات المسلحة السويدية. استُبدل طراز 50 في الخدمة الفرنسية خلال الثمانينيات بالهاوتزر تي آر إف 1 [الإنجليزية]. بينما استمر إنتاج الوحدات الاحتياطية حتى نهاية التسعينيات.

## الوصف
يحتوي الطراز 50 على مسند مدفع منقسم، وكابح فوهة مشقوق كبير، وعربة سفلية من أربع عجلات، وقاعدة إطلاق نار قابلة للسحب أسفل المحاور.

## التاريخ العملي
استخدمت إسرائيل عدد من مدافع هاوتزر طراز 50 من موقع عيون موسى خلال حرب الاستنزاف في قصف بورتوفيق، كان لصوت دانة الهاوتزر دوى شديد يشبه الخوار. لذلك أطلق عليه المصريون مدفع أبو جاموس. كذلك نصبت إسرائيل هاوتزر 50 على شاسيه دبابات إم 4 شيرمان كهاوتزر ذاتي الدفع واستخدمت هذه القطع في قصف السويس.
سقطت نقطة عيون موسى خلال حرب أكتوبر وتحولت لاحقاً إلى مزار سياحي.

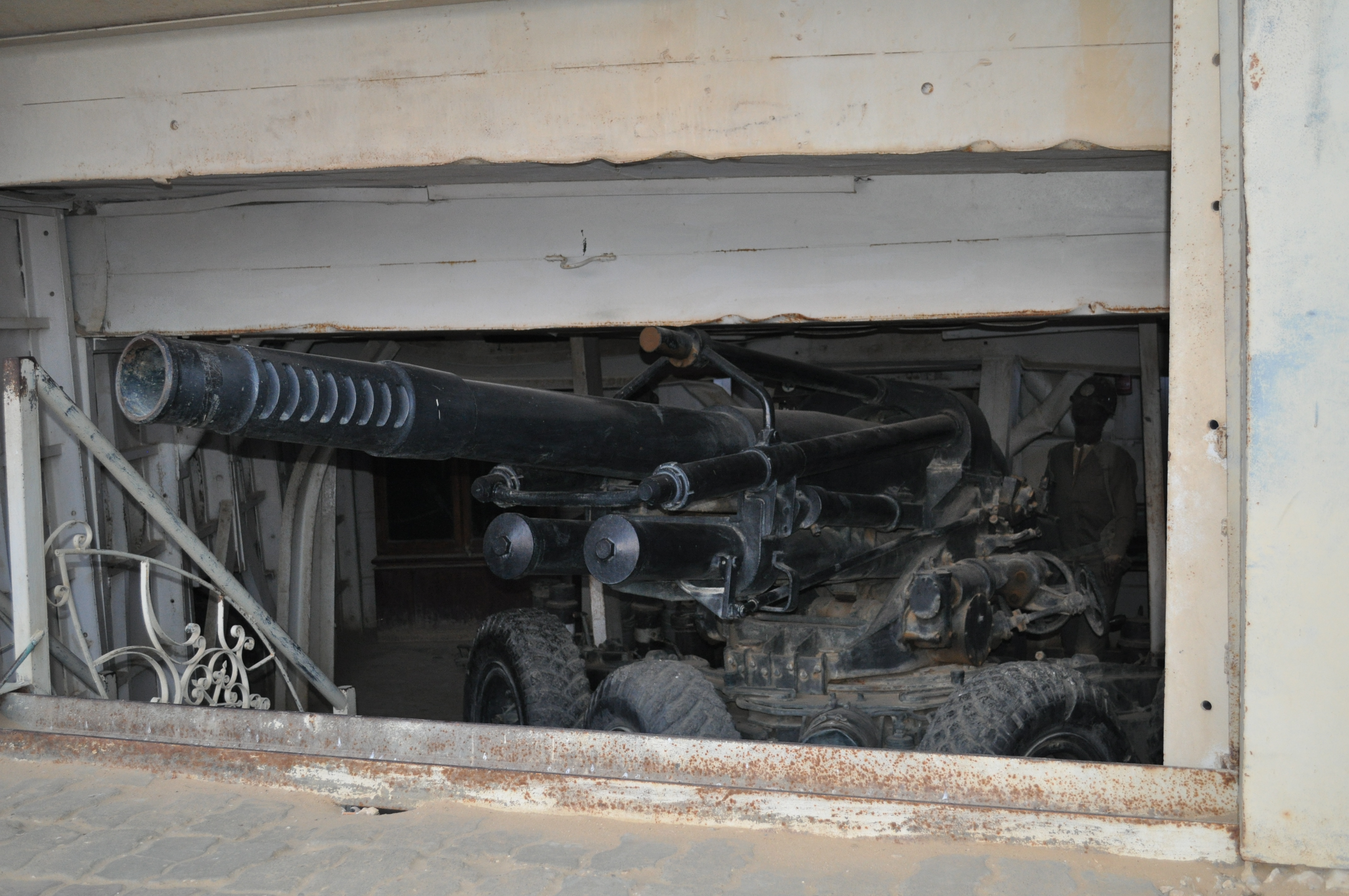
مدفع أبو جاموس (هاوتزر عيار 155) في مزار عيون موسى
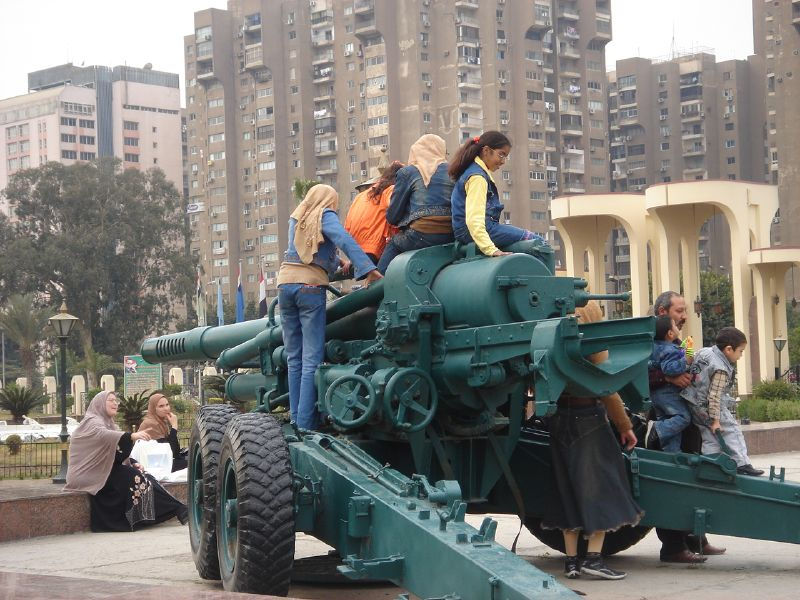
هاوتزر إسرائيلي عيار 155 معروض في بانوراما حرب أكتوبر

## المشغلون
- : الهاوتزر القياسي للجيش الفرنسي، استُبدل في أواخر الثمانينيات بالهاوتزر تي آر إف 1 [الإنجليزية].[2]
- : 170؛[5] ربما صُنع المزيد بموجب ترخيص.[2]
- : 170؛ نُصب معظمها لاحقاً على شاسيه دبابات إم 4 شيرمان كمدافع هاوتزر ذاتية الدفع.[5] ثم استُبدل بهاوتزر سولتم إم-68 [الإنجليزية] وسولتم إم-71
- : 50[5]
- : 18[6]
- : 6[5]
- : 20[5]
- : 30[5]

## وصلات خارجية
- مواصفات هاوتزر عيار 155 مم طراز 50
- أسلحة الحروب العربية-الإسرائيلية